# Aerea dans les forêts de Manhattan
Aerea dans les forêts de Manhattan est un roman d'Emmanuel Hocquard paru le 1er janvier 1985 aux éditions P.O.L et ayant reçu la même année le prix France Culture.

## Éditions
- Aerea dans les forêts de Manhattan, éditions P.O.L, 1985  (ISBN 978-2-86744-034-2)